# Bivio
Bivio (lyssna (fil), tidigare: Stalla, rätoromanska: Beiva lyssna (fil), äldre tyskt namn: Stallen) är en ort och tidigare kommun i distriktet Albula i den schweiziska kantonen Graubünden. Från och med 2016 ingår Bivio i kommunen Surses.
Samtliga namnformer har ursprung i den latinska benämningen Stabula bivia ("stallet vid vägskälet"). Bivio ligger nämligen vid ett urgammalt vägmöte: Den från romartid fram till medeltid mycket betydelsefulla alpöverfarten Strada superiore kommer här norrifrån och delar sig en östlig gren över Julierpasset och en sydlig gren över Septimerpasset.

## Språk och religion
Ortens ursprungliga språk är rätoromanska, men inflyttning från Bregagliadalen på andra sidan Septimerpasset förde till att Bivio från 1500-talet fick en betydande andel invånare som talade italienska (eller egentligen den lombardiska dialekten bargajot). Som en följd av stor utflyttning av den gamla befolkningen och inflyttning av tyskspråkiga i samband med turistnäringens framväxt under 1900-talet, har tyska språket kommit att ta över allt mer. 
Även den kristna religionen utövas på olika vis i Bivio. Reformationen slog delvis igenom 1584, också detta till stor del genom invandringen från Bregaglia, så att det uppstod två parallella församlingar i Bivio: En katolsk och en reformert, och den ordningen gäller än idag. I nästan hundra åren begagnade de samma kyrka, men år 1675 byggdes en egen reformert kyrka.
Med reformationen etablerades italienska som språk i skola, kyrka och administration. Bivio var därför den enda officiellt italienskspråkiga kommunen på norra sidan av Alperna. 
Som en följd av de ändrade faktiska språkförhållandena beslutade kommunen dock 2005 att införa tyska som administrativt språk, och skolan ändrades från enspråkigt italiensk till att bli tysk-italienskt tvåspråkig.
Vid senaste folkräkningen (2014) angav 57 % tyska som huvudspråk, 25 % angav italienska och 4 % rätoromanska. I praktiken är de flesta invånarna två- eller trespråkiga. Katoliker och reformerta är i stort sett lika många.